# 峨眉小丽螺
峨眉小丽螺（学名：Ganesella omei）为坚齿螺科小丽螺属的动物，是中国的特有物种。分布于四川等地，生活环境为陆地，多见于山区潮湿而多腐殖质的灌木丛、草丛中以及落叶石块下。